# مزرعة سيمرغ واحد شمارة يك
مزرعة سيمرغ واحد شمارة يك (بالإنجليزية: Mazraeh-ye Simorgh Vahad Shomareh-ye Yek)‏ هي منطقة سكنية تقع في أصفهان في إيران.